# Emil Carlsen

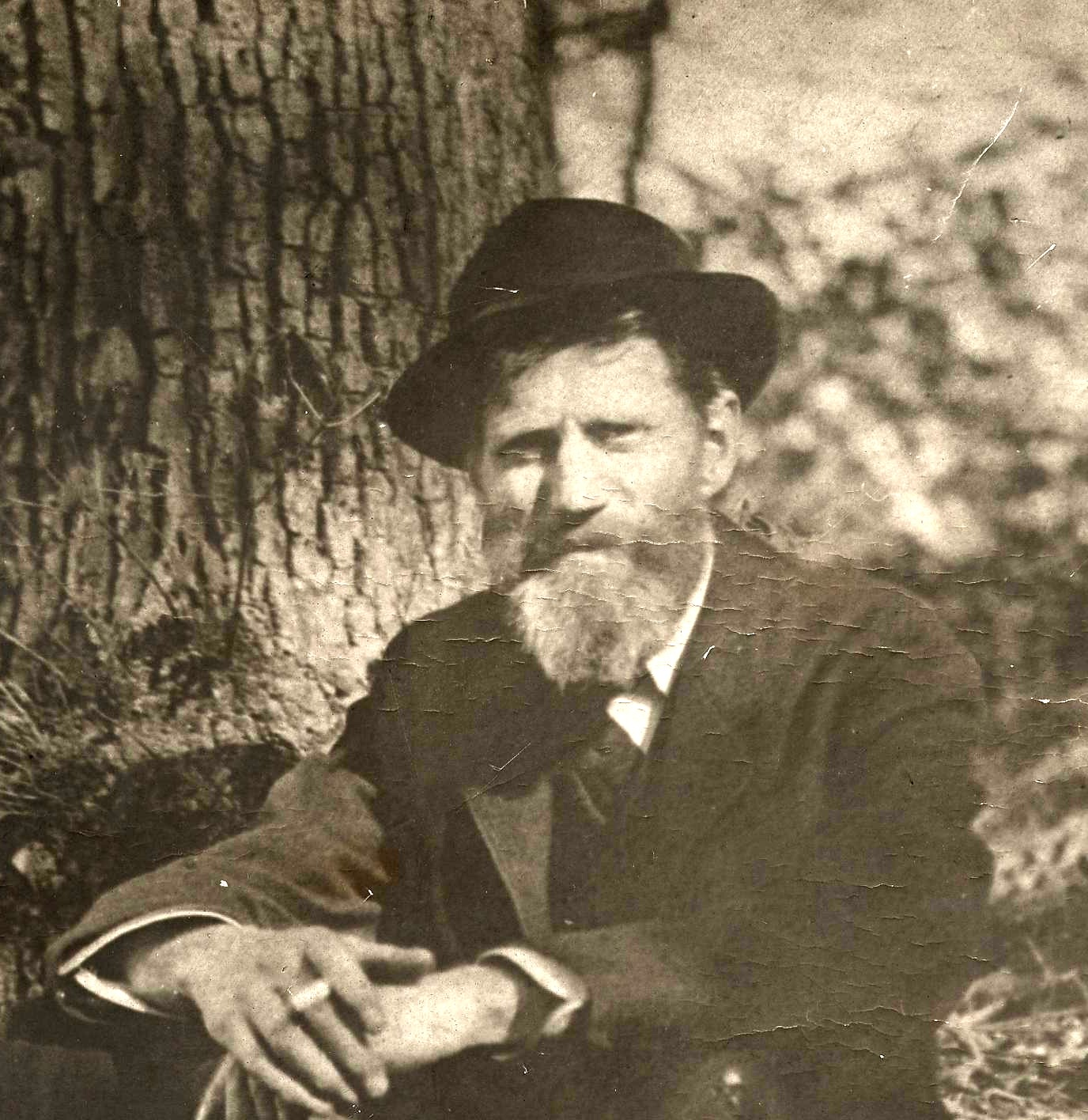
Søren Emil Carlsen (um 1910)

Søren Emil Carlsen (* 19. Oktober 1853 in Kopenhagen, Dänemark; † 2. Januar 1932 in New York City) war ein dänisch-amerikanischer Maler, der vor allem für seine Stillleben und impressionistischen Landschaften bekannt ist.

## Leben
Emil Carlsen wurde in Kopenhagen geboren und studierte von 1868 bis 1872 Architektur an der Königlich Dänischen Kunstakademie. 1872 emigrierte er in die Vereinigten Staaten und ließ sich in Chicago nieder, wo er als Architekt und Assistent des Malers Laurits B. Holst arbeitete. Später zog er nach Boston und New York City, wo er seine künstlerische Laufbahn fortsetzte.

## Werk

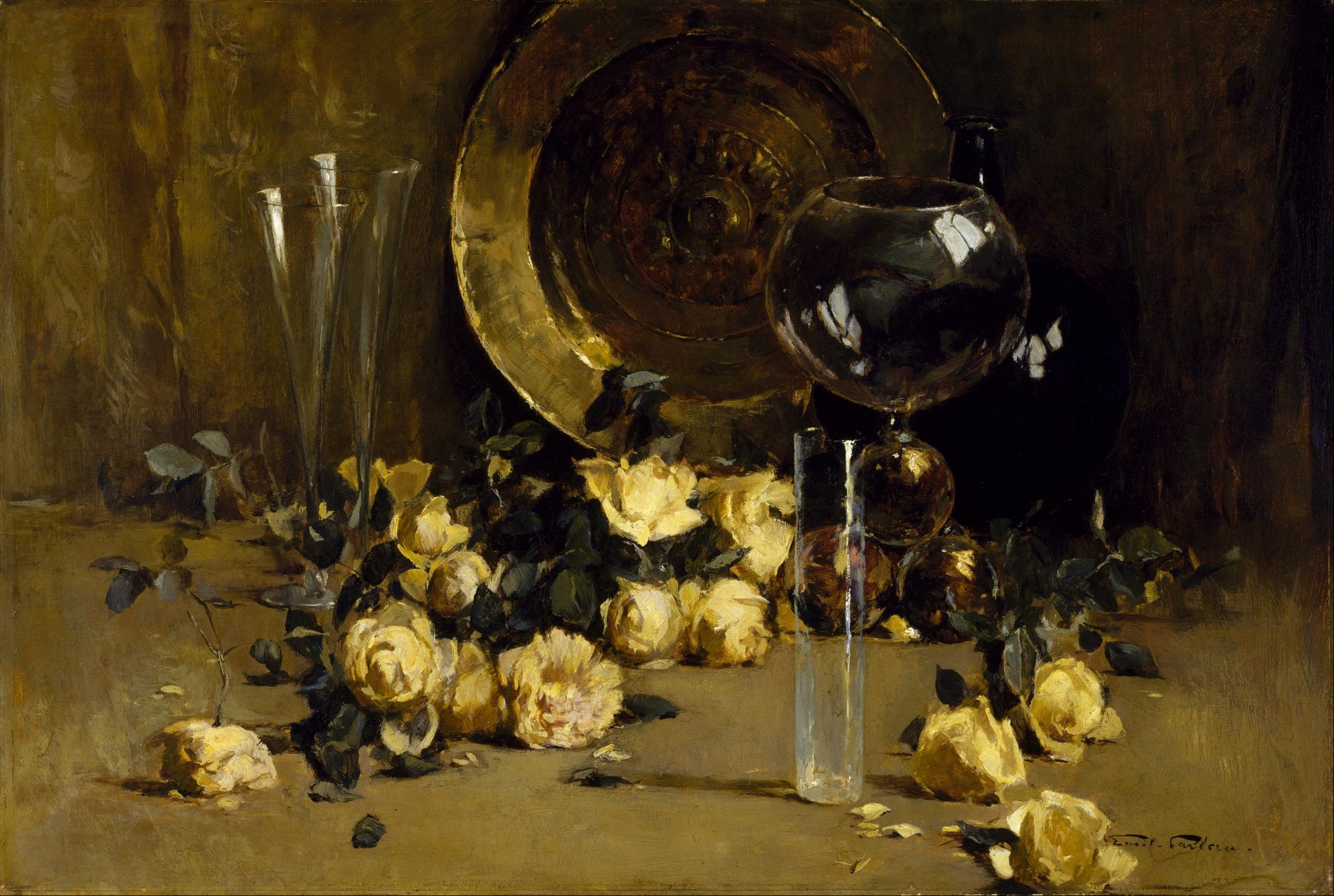
Emil Carlsen – Still Life with Yellow Roses, Museum of Fine Arts, Houston

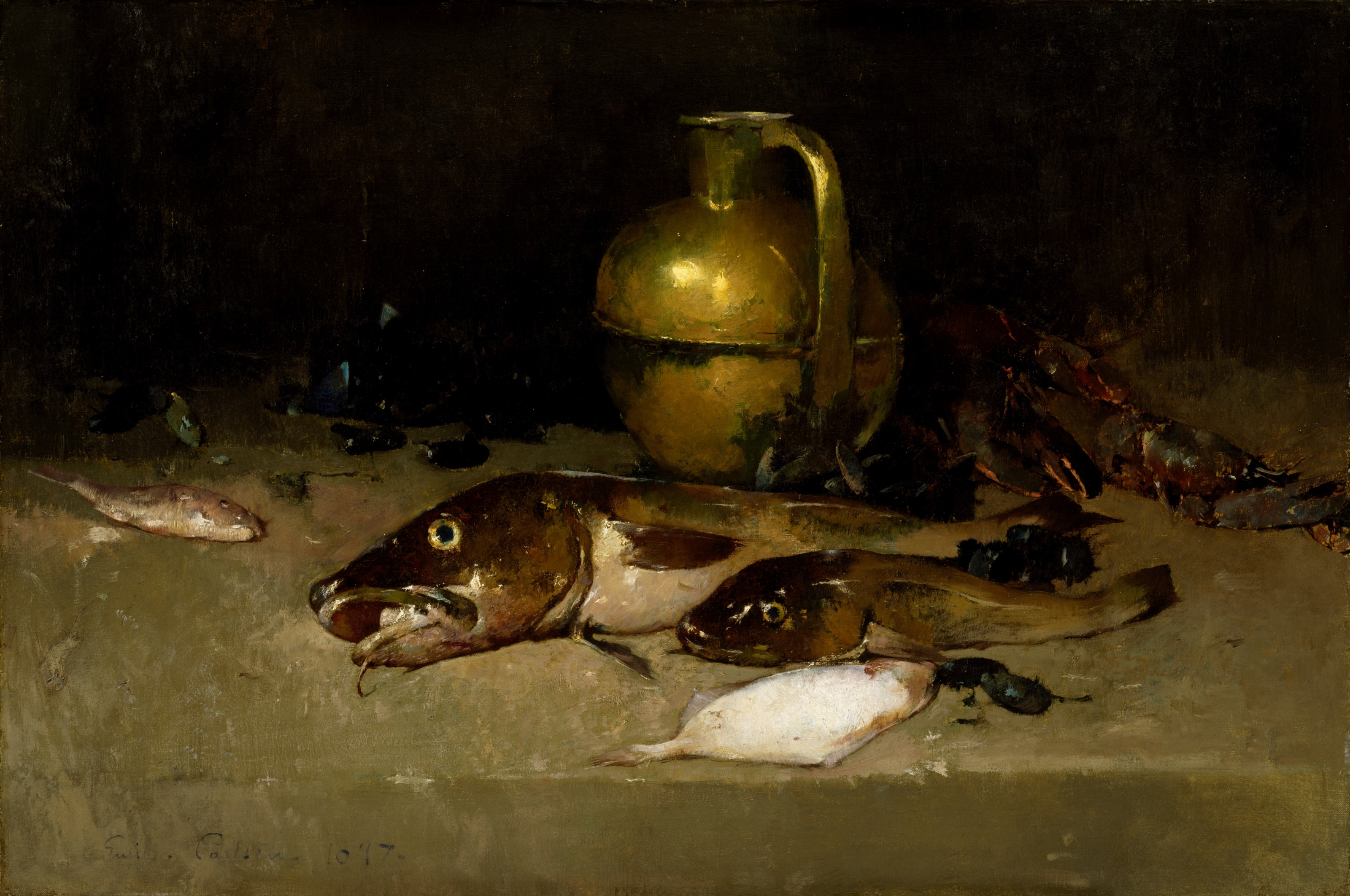
Emil Carlsen – Still Life with Fish, Museum of Fine Arts, Houston

Emil Carlsen ist vor allem für seine Stillleben bekannt, die sich durch eine subtile Farbpalette und eine harmonische Komposition auszeichnen. Er war stark von Jean-Baptiste-Siméon Chardin beeinflusst und galt als führender Vertreter der Chardin-Renaissance in Frankreich. Seine Landschaftsgemälde, insbesondere die Meeresansichten, zeigen einen impressionistischen Ansatz mit weichen, pastellfarbenen Tönen.